# Heinrich Tessenow

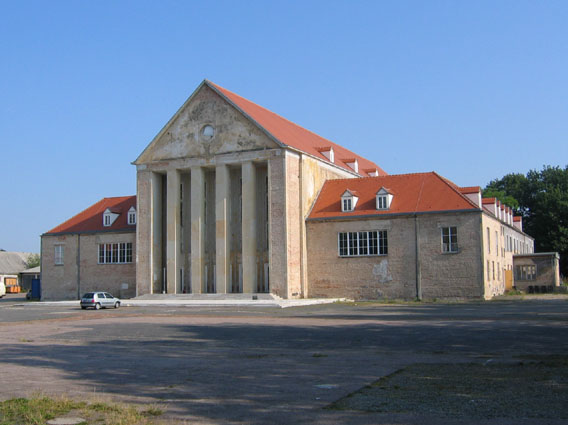
Hellerau, Festspielhaus (2004).

Heinrich Tessenow, född 7 april 1876 i Rostock, död 1 november 1950 i Berlin, tysk arkitekt.
Heinrich Tessenow studerade i München för Friedrich von Thiersch.
Tessenow medverkade vid utformningen av trädgårdsstaden Dresdner-Hellerau omkring 1910, och hans mest kända verk är Festspielhaus i Hellerau utanför Dresden (Dalcroze-Institut), en stram nyklassicistisk byggnad. Tessenow var 1920-1926 professor på arkitektskolan vid konstakademin i Dresden och undervisade därefter vid Technische Hochschule Berlin Charlottenburg. Tessenow skrev flera inflytelserika böcker som till exempel Hausbau und Dergleichen (Berlin 1916).
Tessenow är även känd som Albert Speers lärare.